# Elecciones estatales de Schleswig-Holstein de 1975
Las octavas elecciones estatales de Schleswig-Holstein se celebraron el 13 de abril de 1975. El primer ministro Gerhard Stoltenberg se presentó por primera vez a la reelección, enfrentándose por primera vez a Klaus Matthiesen del SPD, líder parlamentario del partido y líder de la oposición desde 1973.

## Antecedentes
En las elecciones estatales de 1971 la CDU había obtenido la mayoría absoluta, la cual quería defender en esta elección.
El SPD liderado por Jochen Steffen no había podido tomar el gobierno. Steffen se había retirado después de su segunda derrota de la política y había dejado su lugar político para Matthiesen.
La Asociación de Votantes del Schleswig Meridional (SSW) había obtenido un escaño.

## Resultados
Hab. inscritos: 1.840.596
Votantes: 1.514.646 (Participación: 82,29 %)
Votos válidos: 1.504.683
| Partido | Partido        | Votos   | %     | Mand. directos | Escaños |
| ------- | -------------- | ------- | ----- | -------------- | ------- |
|         | CDU            | 758227  | 50,39 | 36             | 37      |
|         | SPD            | 603360  | 40,10 | 8              | 30      |
|         | FDP            | 107042  | 7,11  |                | 5       |
|         | SSW            | 20703   | 1,38  |                | 1       |
|         | NPD            | 8123    | 0,54  |                |         |
|         | DKP            | 5926    | 0,39  |                |         |
|         | KPD            | 699     | 0,05  |                |         |
|         | DMP            | 472     | 0,03  |                |         |
|         | Independientes | 131     | 0,01  |                |         |
| Total   | Total          | 1504683 |       | 44             | 73      |

La CDU defendió su mayoría absoluta, obteniendo ligeras pérdidas. El SPD también sufrió pérdidas menores, mientras que el FDP casi duplicó sus resultados y regresó con un 7,1 por ciento de los votos  al parlamento. El SSW, con un 1,4 por ciento, siguió siendo representado por un diputado en el parlamento.